# 막스 페르스타펀
막스 베르스타펜으로 잘 알려진 막스 에밀리안 페르스타펜(네덜란드어: Max Emilian Verstappen, 네덜란드어 발음: [ˈmɑks fɛrˈstɑpə(n)], 1997년 9월 30일~)은 벨기에 태생 네덜란드의 레이싱 드라이버이다. 아버지는 네덜란드인 전 포뮬러원 선수 요스 베르스타펜이며, 어머니는 벨기에인 카트 드라이버 소피 쿰펀, 삼촌 안토니 쿰펀도 레이싱 드라이버로, 레이싱 일가에서 태어났다.

## 경력
2016년 스페인 그랑프리에서 최연소의 나이로 우승하였다.
2021년 아부다비 그랑프리에서 월드 챔피언을 달성하였다.
2022년 일본 그랑프리에서 두번째 월드 챔피언을 확정지었다.
2023년 세번째 월드 챔피언을 달성하였다.
2024년 네번째 월드 챔피언을 달성하였다.

## 같이 보기
- 포뮬러 원
- 후안 마누엘 판히오